# Luciana Souza
Luciana Souza (São Paulo, 12 juli 1966) is een Braziliaanse jazzzangeres en componist, die ook in klassieke muziek en kamermuziek werkt. Haar nummer Muita Bobeira was beroemd als muziekvoorbeeld op Windows Vista.

## Biografie
Grammy Award-winnares Luciana Souza is een van de belangrijkste zangeressen en vertolkers van jazz. Het werk van Souza overstijgt de traditionele grenzen van muziekstijlen. Souza heeft opgetreden en opgenomen met Herbie Hancock, Paul Simon, James Taylor, Bobby McFerrin, Maria Schneider, Danilo Perez, Guillermo Klein, John Patitucci en vele anderen. Ze was een prominente soliste in belangrijk nieuw werk van de componisten Osvaldo Golijov, Derek Bermel, Patrick Zimmerli, Rachel Grimes, Angelica Negron, Shara Nova, Caroline Shaw en Sarah Kirkland Snider en trad op met de New York Philharmonic, de Atlanta Symphony, het Los Angeles Philharmonic Orchestra, het Los Angeles Chamber Orchestra, het American Composers Orchestra, het Los Angeles Guitar Quartet en A Far Cry. Souza brengt sinds 2002 gevierde opnamen uit, waaronder haar zes Grammy-genomineerde platen Brazilian Duos, North and South, Duos II, Tide, Duos III en The Book of Chet. Haar veelgeprezen negende opname The Book of Longing voor Sunnyside Records, presenteert haar gedichten van Leonard Cohen, Emily Dickinson, Edna St. Vincent Millay en Christina Rossetti. Souza begon haar opnamecarrière op 3-jarige leeftijd met een radiocommercial. Ze bracht vier jaar door op de faculteit van het Berklee College of Music, waar ze een bachelor in jazzcompositie ontving. Souza behaalde een masterdiploma in jazz studies aan het New England Conservatory of Music en gaf vier jaar les aan de Manhattan School of Music. Souza is in 2005 en 2013 tweemaal door de Jazz Journalists Association uitgeroepen tot beste vrouwelijke jazzzangeres.

## Prijzen en onderscheidingen
Souza won in 2007 een Grammy Award als zanger op Herbie Hancocks album River: The Joni Letters. Ze werd genomineerd voor «Best Jazz Vocal Album for Brazilian Duos» (2003), North and South (2004), Duos II (2006), Tide (2010) en The Book of Chet (2013). Ze werd genomineerd voor «Best Latin Jazz Album» voor Duos III (2013). Ze werd in 2005 en 2013 door de Jazz Journalists Association uitgeroepen tot «Female Singer of the Year».

## Discografie

### Als leader
- 1998: An Answer to Your Silence (NYC)
- 2000: The Poems of Elizabeth Bishop and Other Songs (Sunnyside)
- 2002: Brazilian Duos (Biscoito Fino)
- 2003: Norte e Sul (Biscoito Fino)
- 2004: Neruda (Sunnyside)
- 2005: Duos II (Sunnyside)
- 2007: The New Bossa Nova (Verve)
- 2009: Tide (Verve)
- 2012: Duos III (Sunnyside)
- 2012: The Book of Chet (Sunnyside)
- 2015: Speaking in Tongues (Sunnyside)
- 2018: The Book of Longing (Sunnyside)
- 2020: Storytellers (Sunnyside)

### Als gast
- 1990: Adoniran Barbosa, O Poeta do Bexiga (Som Livre)
- 1992: Hermeto Pascoal, Festa Dos Deuses (Polygram)
- 1994: Bob Moses, Time Stood Still (Gramavision)
- 1995: George Garzone, Alone (NYC)
- 1997: Arthur Maia, Arthur Maia (Paradoxx)
- 1998: Danilo Perez, Central Avenue (Impulse!)
- 1999: Guillermo Klein, Los Guachos II (Sunnyside)
- 2000: Steve Kuhn, The Best Things (Reservoir)
- 2000: Bob Moses, Nishoma (Grapeshots)
- 2001: John Patitucci, Communion (Concord Jazz)
- 2002: Clarence Penn, Saomaye (Verve)
- 2002: Cyro Baptista, Beat the Donkey (Tzadik)
- 2002: Guillermo Klein, Los Guachos III (Sunnyside)
- 2003: Donny McCaslin, The Way Through (Arabesque)
- 2003: John Patitucci, Songs, Stories & Spirituals (Concord)
- 2004: Fred Hersch, Two Hands Ten Voices
- 2004: Maria Schneider, Concert in the Garden (ArtistShare)
- 2004: Miguel Zenon, Ceremonial (Marsalis Music)
- 2005: Edward Simon, Simplicitas (Criss Cross)
- 2005: Tim Ries, The Rolling Stones Project (Concord)
- 2006: Aaron Goldberg, Worlds (Sunnyside)
- 2006: Oscar Castro-Neves, All One (Mack Avenue)
- 2006: Till Bronner, Oceana (Verve)
- 2006: Donny McCaslin, Soar (Sunnyside)
- 2007: Herbie Hancock, River: The Joni Letters (Verve)
- 2007: Los Angeles Guitar Quartet, LAGQ Brazil (Telarc)
- 2007: Osvaldo Golijov, Oceana (Deutsche Grammophon)
- 2007: Stephen Bishop, Romance in Rio (One Eighty Music)
- 2007: Edward Simon, David Binney, Oceanos (Criss Cross)
- 2007: Maria Schneider, Sky Blue (ArtistShare)
- 2008: Rebecca Pidgeon,  Behind the Velvet Curtain (Great American Music Company)
- 2008: Walter Becker, Circus Money (Mailboat)
- 2008: Till Bronner, Rio (Bam Bam)
- 2009: Madeleine Peyroux, Bare Bones (Rounder/Decca)
- 2010: Bobby McFerrin, Vocabularies (Emarcy)
- 2011: Vince Mendoza, Nights On Earth (Art of Groove)
- 2012: Derek Bermel en Alarm Will Sound, Canzonas Americanas (Cantaloupe)
- 2014: Clarice Assad, Imaginarium (Adventure Music)
- 2016: Gregoire Maret, Wanted (Sunnyside)
- 2018: Yellowjackets, Raising Our Voice (Mack Avenue)
- 2018: Madeleine Peyroux, Anthem (Decca)

## Verdere artikels
- 2012: Block, Melissa. Luciana Souza: From Bossa Nova to Chet Baker. (NPR)[4]
- 2012: Blumenfeld, Larry. Loneliness in Two Languages. The Wall Street Journal
- 2014: Garsd, Jasmine. Saudade - An Unstoppable, Undeniably Potent Word. NPR, Alt Latino.[5]
- 2005: Jacki Lyden. Souza Lends a Fresh Note to Brazilian Music. NPR.[6]
- 2014: McGowan, Chris. Luciana Souza: A Bossa Nova Baby Makes Her Way in the Jazz Realm. The Huffington Post.
- 2014: McGowan, Chris. The Brazilian Music Book: Brazil's Singers, Songwriters and Musicians Tell the Story of Bossa Nova, MPB, and Brazilian Jazz and Pop. Culture Planet
- 2012: Morrison, Allen. Distill Everything. DownBeat
- 2001: Ratliff, Ben. Guitar and Conversation: A Singer at Ease with Her Roots. The New York Times
- 2014: Smith, Steve. Crossing Borders with Allure. The New York Times
- 2002: Teachout, Terry. She's Brazilian, Tempered by a Bit of Everything Else. The New York Times